# Діти кукурудзи 3: Міські жнива
«Діти кукурудзи 3: Міські жнива» (англ. Children of the Corn III: Urban Harvest) — американський фільм жахів 1995 року режисера Джеймса Д. Р. Гікокса, продовження екранізації однойменної повісті Стівена Кінга.

## Сюжет
Зведені брати Ілай і Джошуа моляться на кукурудзяному полі «тому, хто обходить ряди». П'яний батько починає шукати свого рідного сина Джошуа щоб побити, Джошуа ховається, а Ілай залишається, щоб постояти за нього. Коли підходить батько, хлопчик починає чаклувати і батько заживо стає опудалом.
Заможна сім'я Вільям і Аманда Портер усиновляють Ілая і Джошуа; так діти, які виросли в селі, переїжджають до великого міста Чикаго. Поки діти знайомляться з мешканцями будинку, Аманда відкриває валізу і бачить там купу комах. Аманда починає кричати, коли заходять Вільям і хлопці, то в валізі виявляється кукурудза. Поки сім'я обідає, Ілай пропонує помолитися, коли він молиться каже — „Слава «тому, хто обходить ряди», нехай він розчленував і вб'є тих, хто грішний“. Ночами Ілай приходить на занедбаний завод (який знаходиться недалеко від будинку Портерів) і біля нього садить кукурудзу. Одного разу туди приходить бездомний і його вбиває кукурудза.
Ілая і Джошуа відправляють в школу. У Джошуа з'являються друзі, кращий друг Малькольм і дівчина Марі (вона сестра Малькольма). Аманда починає скаржитися Вільяму про кукурудзу за парканом, вона висмоктує у троянд соки в їхньому саду. Коли Вільям приходить на занедбаний завод, то до нього доходить, що цю кукурудзу можна продати (Вільям працює в компанії з продажу овочів і фруктів). Ілай приносить насіння кукурудзи в їдальню, це насіння потрапляють в їжу учнів, вони починають занурюватися в релігію «того, хто обходить ряди». Преподобному Френку Нолану ночами сняться події вбивств у містах Гетлін і Гемінгфорд. Аманда вирішує скосити кукурудзу, на неї нападає кукурудза, коли вона тікає, вона спотикається і падає на трубу, її голову пробиває на смерть. Ілай починає говорити проповіді, що святий Йосип був дитиною, який бачив майбутнє, він передбачав проблеми світу і винні в цьому дорослі, вони заслуговують смерті.
Жінка, яка працює в «службі над опікою дітей» (вона знайшла опікунів для Ілая і Джошуа), знаходить подробиці про події в Гетліні і Гемінгфорді та дізнається, що Ілай родом з Гетліна, і те, що він учасник секти кукурудзяних дітей. Їй починає привиджуватись Ілай, вона починає курити, коли запалює сигарету, вогонь всмоктується їй в горло і жінка згорає. Джошуа розуміє, що в місті діється недобре, вони разом з Малькольмом приїжджають в будинок, де Джошуа і Ілай раніше жили. Джошуа відкопує книгу Ілая, на хлопців нападає батько-опудало, Джошуа перемагає його, а Малькольма вбиває кукурудза. На покинутому заводі знаходиться група дітей, приходить п'яний Вільям і каже що кукурудза буде продаватися в інші міста. Ілай вбиває Вільяма.
Коли Джошуа приїжджає в занедбаний завод, він вбиває Ілая. Раптово з-під землі з'являється монстр («той, хто обходить ряди»). Він починає вбивати дітей і хапає Марі, але Джошуа рятує її, смертельно поранивши монстра косою.
Епілог. Диявольську кукурудзу відвозять в Гамбург.

## У ролях
- Деніел Черні — Ілай
- Рон Мелендес — Джошуа
- Джим Мецлер — Вільям Портер
- Ненсі Лі Гран — Аманда Портер
- Майкл Енсайн — преподобний Френк Нолан
- Джон Клер — Малькольм
- Марі Морроу — Марія Елкман
- Шарліз Терон — послідовниця Ілая (в титрах не вказана)
- Івана Миличевич — послідовниця Ілая (в титрах не вказана)